# Борисоглебский (фамилия)
1. REDIRECT Борисоглебский#Фамилия